# Lewis Milestone
Lewis Milestone, pseudonimo di Leib Milstein (Chișinău, 30 settembre 1895 – Los Angeles, 25 settembre 1980), è stato un regista, sceneggiatore e produttore cinematografico russo naturalizzato statunitense.
Considerato uno dei principali registi della Golden Age di Hollywood, è noto soprattutto per aver diretto film di guerra come All'ovest niente di nuovo (1930), Fuoco a oriente (1943), Okinawa (1951) e Operazione commandos (1954), oltre a film tratti da opere letterarie divenuti dei classici quali Notte d'Arabia (1927), The Front Page (1931), Uomini e topi (1939) e Arco di trionfo (1948).
Nel 1960 gli venne assegnata una stella sulla Hollywood Walk of Fame al 7021 di Hollywood Blvd per il suo contributo all'industria cinematografica.

## Biografia
Nato da una famiglia di ascendenza ebraica nel 1895 a Chișinău, in Bessarabia (nell'attuale Moldavia), era figlio di un ricco produttore di abbigliamento e cugino del famoso violinista Nathan Milstein. Si interessò sin da giovane all'arte cinematografica e nel 1912 decise di andare negli Stati Uniti, contro il volere della famiglia che lo avrebbe voluto studente d'ingegneria. Dopo aver svolto diversi lavori, tra cui il lavapiatti, l'operaio e l'assistente fotografo, nel 1917 si arruolò nell'esercito e durante la prima guerra mondiale fu assegnato ai Signal Corps dove ricevette una formazione nelle riprese e nel montaggio di documentari.

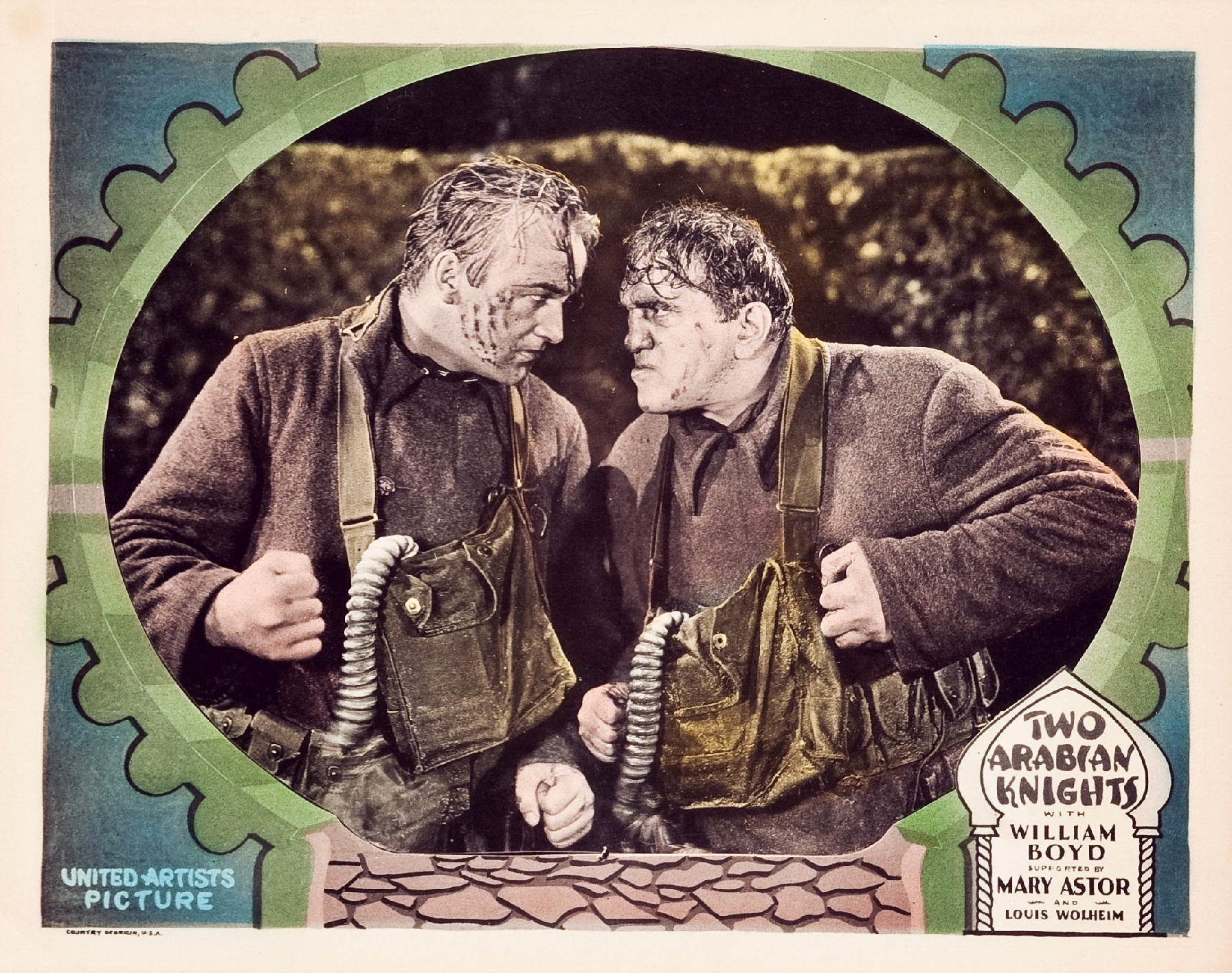
Notte d'Arabia (1927)

Diventato cittadino statunitense nel 1919, dopo il congedo cambiò il suo nome in Lewis Milestone e si diresse a Hollywood dove iniziò l'attività di montatore e assistente del regista Henry King. Nel 1925 debuttò alla regia con Seven Sinners, del quale scrisse anche il soggetto e la sceneggiatura con Darryl F. Zanuck, e due anni dopo vinse il suo primo Oscar come miglior regista per la commedia romantica Notte d'Arabia. Nel 1929 diresse il dramma Tradimento, interpretato da Emil Jannings e Gary Cooper, e Notti di New York, ricordato come il primo film sonoro dell'attrice e produttrice Norma Talmadge.

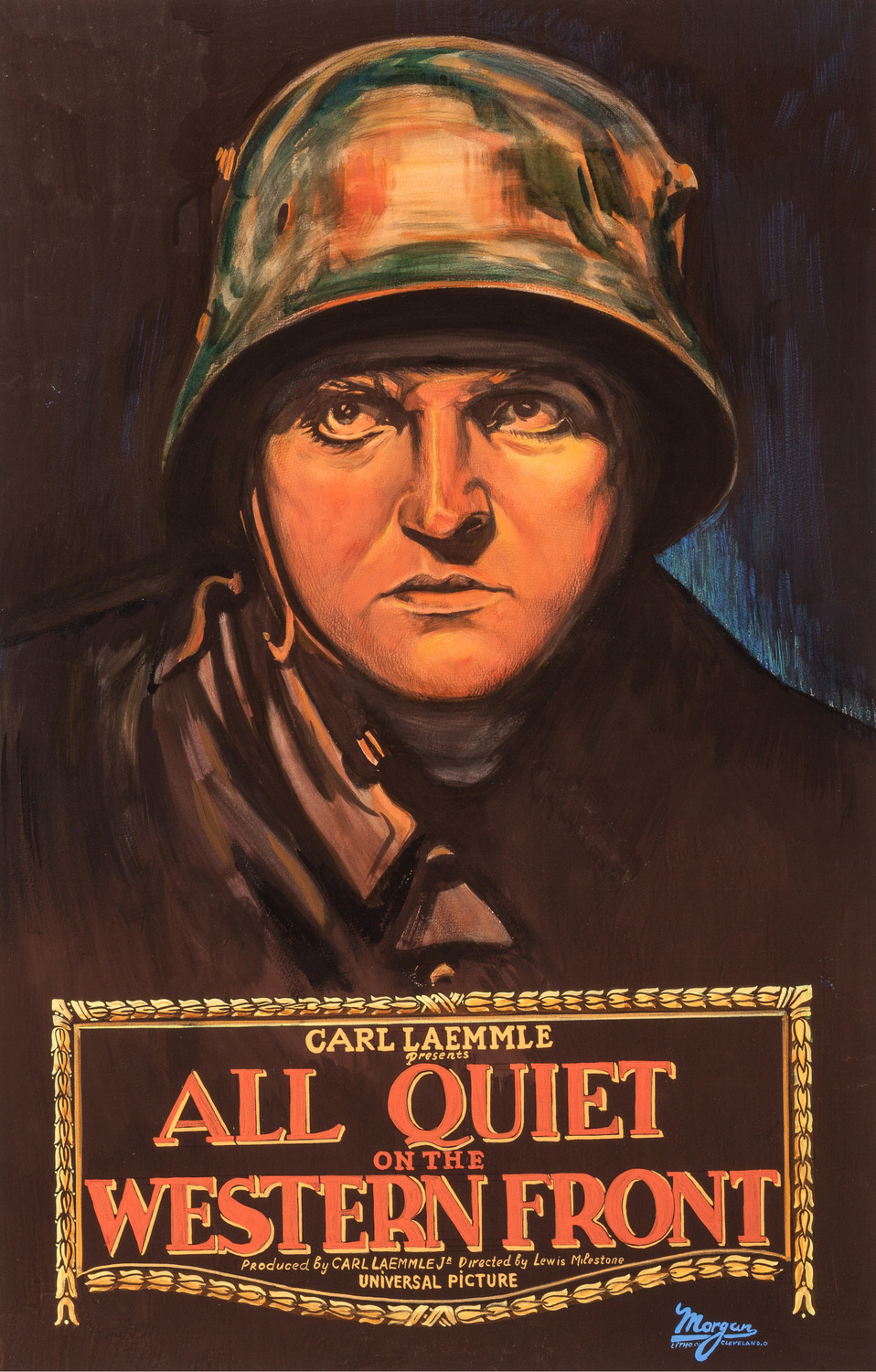
All'ovest niente di nuovo (1930)

Nel 1930 realizzò il dramma bellico All'ovest niente di nuovo, adattamento del romanzo Niente di nuovo sul fronte occidentale di Erich Maria Remarque che rappresentò uno dei più grandi successi dell'anno e vinse l'Oscar per il miglior film, mentre Milestone ricevette il secondo riconoscimento per la regia. Il film successivo fu The Front Page (1931), prima versione dell'omonima opera di Ben Hecht e Charles MacArthur che vide la presenza di Pat O'Brien e Adolphe Menjou. Considerato una delle migliori farse di Hollywood, fu un grande successo al box office e fruttò a Milestone la sua terza candidatura agli Oscar come miglior regista.
Il dramma Pioggia (1932), tratto da un racconto di William Somerset Maugham, si rivelò un insuccesso di critica e pubblico nonostante un cast che includeva Joan Crawford e Walter Huston, così come le commedie Hallelujah I'm a Bum (1933) e The Captain Hates the Sea (1934). Milestone ebbe un maggiore successo con Anything Goes (1936), con Bing Crosby e Ethel Merman, e con il thriller L'oro della Cina interpretato da Gary Cooper. Nel 1939 portò per la prima volta sul grande schermo il romanzo Uomini e topi di John Steinbeck, con Lon Chaney Jr., Betty Field e Burgess Meredith, che ricevette quattro candidature agli Oscar inclusa quella per il miglior film.
- «Mi sembra che l'isteria delle indagini del Comitato Dies[6] sia riuscita solo a rafforzare la fiducia del pubblico nelle stesse organizzazioni e movimenti che hanno attaccato... se il nostro aiuto alle democrazie vittime dell'aggressione fascista può essere interpretato come un atto antiamericano, allora forse il Comitato Dies ha una sua personale traduzione della parola democrazia». (L. Milestone)[7]
- «Una paura e una psicosi pervadono la città, generate dalla recente caccia alle streghe a livello nazionale, statale e comunitario. I produttori chiedono e ottengono film senza idee. Nel frenetico sforzo di non offendere nessuno, di non alienare nessun gruppo, per non creare dubbi nelle menti del Congresso, gli studios sono per la maggior parte docilmente concentrati sulla vacuità». (L. Milestone)[7]

Dopo alcun commedie di scarso successo come Il ponte dell'amore (1940) e My Life with Caroline (1941), Milestone collaborò con il regista Joris Ivens nella direzione del documentario Il nostro fronte russo (1942), narrato da Walter Huston e realizzato per sostenere il supporto americano agli sforzi dell'Unione Sovietica durante la seconda guerra mondiale. Seguirono altri film di guerra come La bandiera sventola ancora (1943) con Errol Flynn e Ann Sheridan, Fuoco a oriente (1943), Prigionieri di Satana (1944) scritto con Darryl F. Zanuck, e Salerno, ora X (1945), adattato da Robert Rossen da un romanzo di Harry Brown. Fuoco a oriente, così come il documentario di due anni prima, mostrò al pubblico americano gli alleati russi nel pieno del conflitto e il tono politico conferitogli dalla sceneggiatura di Lillian Hellman creò problemi con la Commissione per le attività antiamericane (HUAC), tanto che l'FBI inserì il nome di Milestone in un elenco di 150 personalità di Hollywood sospettate di avere legami con il Partito Comunista.

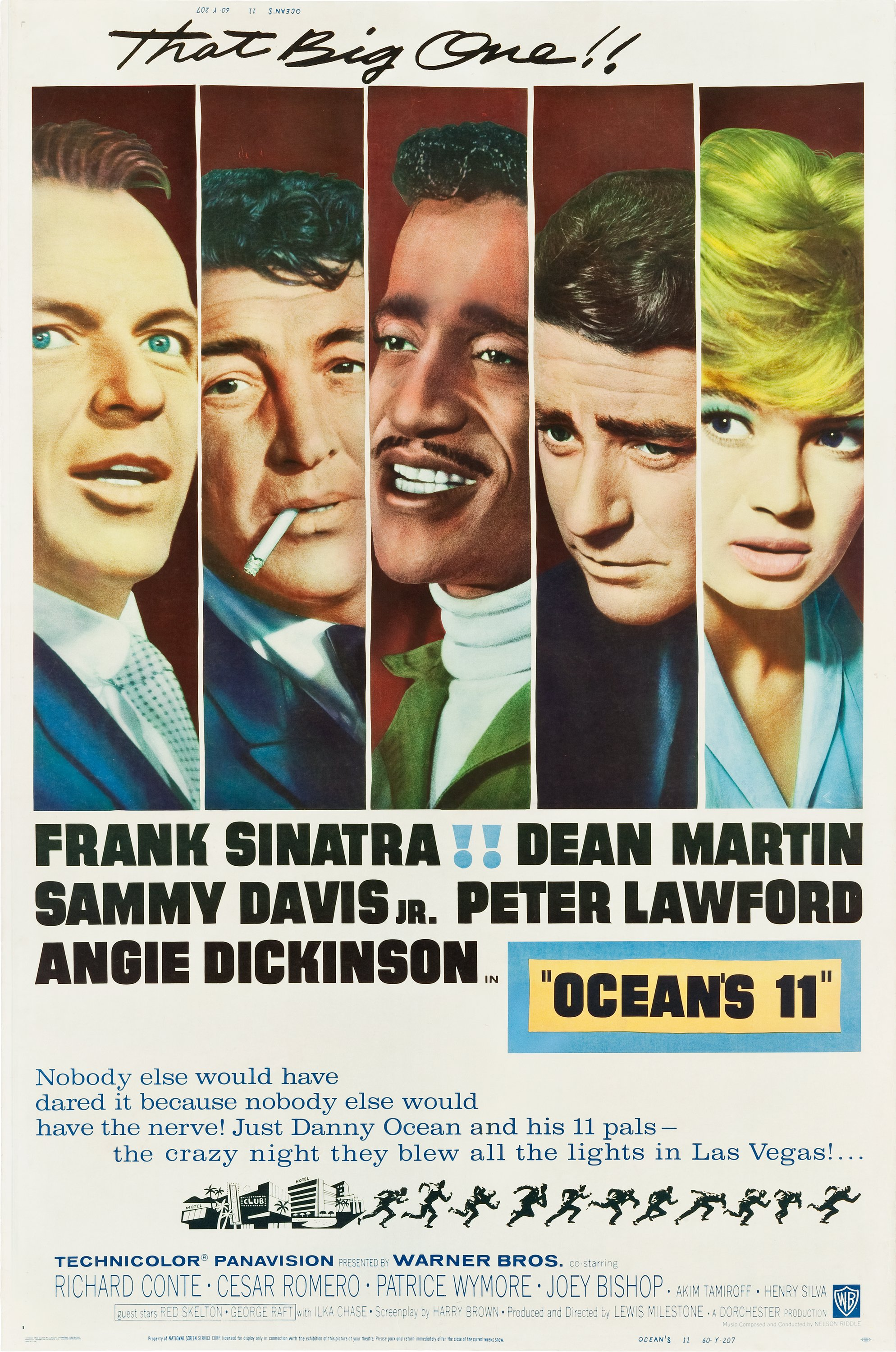
Colpo grosso (1960)

Dopo aver diretto il noir Lo strano amore di Marta Ivers (1946), che segnò il debutto di Kirk Douglas e fu presentato in concorso al Festival di Cannes, nel settembre del 1947 il regista fu convocato a Washington per comparire davanti alla HUAC insieme ad altri diciotto membri dell'industria cinematografica, i cosiddetti "Diciannove testimoni ostili". Milestone non fu chiamato a testimoniare, tuttavia l'FBI continuò ad interrogarlo ripetutamente riguardo alla sua amicizia con il console russo e nel 1950 entrò nella cosiddetta "lista grigia di Hollywood", che il regista stesso considerava peggiore della lista nera perché pensò che nessuno lo avrebbe assunto nonostante non ci fosse un divieto "ufficiale".
Dopo Okinawa (1951), con un cast che includeva Richard Widmark, Jack Palance, Richard Boone e Karl Malden, Milestone decise di girare alcuni film fuori dagli Stati Uniti, tra cui Kangarù (1952) in Australia, Operazione commandos (1954) a Cipro e Malta e La vedova X (1955) in Italia. Una volta tornato negli Stati Uniti si dedicò soprattutto alla regia televisiva, realizzando alcuni episodi delle serie Schlitz Playhouse of Stars, Suspicion, Have Gun - Will Travel. Gli ultimi film diretti da Milestone furono 38º parallelo: missione compiuta (1959), con Gregory Peck, Rip Torn, George Peppard e Woody Strode, Colpo grosso (1960), primo film interpretato dal "Rat Pack" (ovvero Frank Sinatra, Dean Martin, Sammy Davis Jr., Joey Bishop e Peter Lawford), e Gli ammutinati del Bounty (1962), nel quale subentrò a Carol Reed. Nessuno di questi ottenne un riscontro positivo di pubblico e critica e Milestone tornò brevemente alla televisione prima di ritirarsi definitivamente nel 1964.
Colpito da un ictus che lo costrinse a trascorrere gli ultimi 10 anni della sua vita su una sedia a rotelle, morì in seguito alle complicazioni di un intervento chirurgico il 25 settembre 1980, all'età di 84 anni. È sepolto nel Pierce Brothers Westwood Village Memorial Park Cemetery di Los Angeles.

## Vita privata
Lewis Milestone sposò nel 1926 l'attrice Kendall Lee, scomparsa due anni prima del regista nel 1978.

## Filmografia

### Regista
- The Toothbrush (1918) – Cortometraggio
- Posture (1918) – Cortometraggio
- Positive (1918) – Cortometraggio
- Fit to Win (1919)[10]
- Seven Sinners (1925)
- The Caveman (1926)
- The New Klondike (1926)
- Fine Manners (1926)[11][12]
- Il fratello minore (The Kid Brother) (1927)[11][13]
- Notte d'Arabia (Two Arabian Knights) (1927)
- Eden Palace (The Garden of Eden) (1928)
- Nella tempesta (Tempest) (1928)[11][14]
- The Racket (1928)
- Tradimento (Betrayal) (1929)
- Notti di New York (New York Nights) (1929)
- All'ovest niente di nuovo (All Quiet on the Western Front) (1930)
- The Front Page (1931)
- Pioggia (1932)[11]
- Hallelujah I'm a Bum (1933)
- The Captain Hates the Sea (1934)
- Una notte al castello (Paris in Spring) (1935)
- Anything Goes (1936)
- L'oro della Cina (The General Died at Dawn) (1936)
- 4 in paradiso (The Young in Heart) (1938)[11][15]
- The Night of Nights (1939)
- Uomini e topi (Of Mice and Men) (1939)
- Il ponte dell'amore (Lucky Partners) (1940)
- L'uomo del West (The Westerner) (1940)[11][16]
- My Life with Caroline (1941)
- Know for Sure (1941) – Cortometraggio[11]
- Il nostro fronte russo (Our Russian Front) (1942) – Cortometraggio documentario[17]
- La bandiera sventola ancora (Edge of Darkness) (1943)
- Fuoco a oriente (The North Star) (1943)
- Prigionieri di Satana (The Purple Heart) (1944)
- Veleno in paradiso (Guest in the House) (1944)[11][18]
- Salerno, ora X (A Walk in the Sun) (1945)
- Lo strano amore di Marta Ivers (The Strange Love of Martha Ivers) (1946)
- Arco di trionfo (Arch of Triumph) (1948)
- Tra moglie e marito (No Minor Vices) (1948)
- Minuzzolo (The Red Pony) (1949)
- Okinawa (Halls of Montezuma) (1951)
- Kangarù (Kangaroo) (1952)
- I miserabili (Les Misérables) (1952)
- Sulle ali del sogno (Melba) (1953)
- Operazione commandos (They Who Dare) (1954)
- La vedova X (1955)
- Schlitz Playhouse of Stars (1958) – Serie tv[19]
- Suspicion (1958) – Serie tv[20]
- Have Gun - Will Travel (1958) – Serie tv[21]
- 38º parallelo: missione compiuta (Pork Chop Hill) (1959)
- Colpo grosso (Ocean's Eleven) (1960)
- Gli ammutinati del Bounty (Mutiny on the Bounty) (1962)
- Richard Boone (The Richard Boone Show) (1964) – Serie tv[22]
- Sotto accusa (Arrest and Trial) (1963-1964) – Serie tv[23]

### Sceneggiatore
- Up and at 'Em, regia di William A. Seiter (1922)[24]
- The Yankee Consul, regia di James W. Horne (1924)[25]
- Listen Lester, regia di William A. Seiter (1924)[26]
- The Mad Whirl, regia di William A. Seiter (1925)[27]
- Dangerous Innocence, regia di William A. Seiter (1925)[28]
- The Teaser, regia di William A. Seiter (1925)[29]
- Bobbed Hair, regia di Alan Crosland (1925)[30]
- Seven Sinners, regia di Lewis Milestone (1925)[31]
- Nella tempesta (Tempest), regia di Lewis Milestone, Sam Taylor e Viktor Turžanskij (1928)[11][32]
- All'ovest niente di nuovo (All Quiet on the Western Front), regia di Lewis Milestone (1930)[11][33]
- Il ponte dell'amore (Lucky Partners), regia di Lewis Milestone (1940)[11][34]
- Arco di trionfo (Arch of Triumph), regia di Lewis Milestone (1948)[35]
- La vedova X, regia di Lewis Milestone (1955)[36]

### Produttore
- Eden Palace (The Garden of Eden), regia di Lewis Milestone (1928)[11]
- Tradimento (Betrayal), regia di Lewis Milestone (1929)
- The Front Page, regia di Lewis Milestone (1931)[11][37]
- Pioggia, regia di Lewis Milestone (1932)
- The Captain Hates the Sea, regia di Lewis Milestone (1934)
- Uomini e topi (Of Mice and Men), regia di Lewis Milestone (1939)
- My Life with Caroline, regia di Lewis Milestone (1941)
- Il nostro fronte russo (Our Russian Front), regia di Lewis Milestone e Joris Ivens (1942) – Cortometraggio documentario[38]
- Salerno, ora X (A Walk in the Sun), regia di Lewis Milestone (1945)[39]
- Tra moglie e marito (No Minor Vices), regia di Lewis Milestone (1948)
- Minuzzolo (The Red Pony), regia di Lewis Milestone (1949)
- Colpo grosso (Ocean's Eleven), regia di Lewis Milestone (1960)

### Attore
- Giovinezza (Fascinating Youth), regia di Sam Wood (1926)
- The Racket, regia di Lewis Milestone (1928)[11]
- The Front Page, regia di Lewis Milestone (1931)[11]
- Cock of the Air, regia di Tom Buckingham (1932)[11]
- L'oro della Cina (The General Died at Dawn), regia di Lewis Milestone (1936)[11]

### Montatore
- When We Were Twenty-One, regia di Henry King (1921)[40]
- Where the North Begins, regia di Chester M. Franklin (1923)
- Scarface - Lo sfregiato (Scarface), regia di Howard Hawks e Richard Rosson (1932)[11]

## Riconoscimenti
- Premio Oscar
  - 1929 – Miglior regista per un film commedia per Notte d'Arabia
  - 1930 – Miglior regista per All'ovest niente di nuovo
  - 1931 – Candidatura per il miglior regista per The Front Page
  - 1949 – Candidatura per il miglior film per Uomini e topi
- Festival di Cannes
  - 1947 – Candidatura al Grand Prix per Lo strano amore di Marta Ivers
- Directors Guild of America Award
  - 1963 – Candidatura per il miglior regista per Gli ammutinati del Bounty
- Kinema Junpo Awards
  - 1931 – Miglior film sonoro straniero per All'ovest niente di nuovo